# Alf Morris
Alfred Morris (23 mars 1928 - 12 août 2012) est un homme politique travailliste britannique et un militant pour les personnes handicapées.

## Biographie
Morris (l'un des huit enfants de George Henry Morris et de sa femme Jessie Murphy) grandit à Ancoats, Manchester dans la précarité.
En 1935, la famille quitte Ancoats et déménage dans un nouveau lotissement à Newton Heath. Il fait ses études à la Brookdale Park School Newton Heath avec Harold Evans, rédacteur en chef du Sunday Times. Il suit des cours du soir. Il travaille dès l'âge de 14 ans comme commis à la brasserie Wilson's locale.
Morris, dont le père perd un œil et une jambe et est gazé alors qu'il sert pendant la Première Guerre mondiale, puis souffre d'un long déclin de sa santé, ce qui fait que son fils est devenu un militant de la défense des personnes handicapées . Après la mort de son père, la mère de Morris n'a pas droit à une pension de veuve de guerre. 
Morris fait son service national dans l'armée, principalement au Moyen-Orient, de 1946 à 1948. Il étudie ensuite au Ruskin College, Oxford (1949–1950), St Catherine's College, Oxford  (BA en histoire moderne 1953) et au Département d'Éducation de l'Université de Manchester.
Morris travaille en tant qu'instituteur à Manchester et professeur de vulgarisation universitaire en histoire sociale (1954–1956) et en tant qu'officier des relations industrielles pour l'industrie de l'approvisionnement électrique (1956–1964).

## Carrière politique
Morris est député de Manchester Wythenshawe de 1964 à 1997, après s'être présenté sans succès pour le siège conservateur de Liverpool Garston en 1951 et le siège de Wythenshawe en 1959. Il est secrétaire parlementaire privé de Fred Peart, le ministre de l'Agriculture. Morris fait campagne contre l'entrée britannique au Marché commun et en mai 1967, le Premier ministre Harold Wilson le renvoie, ainsi que six autres, pour s'être abstenus lors d'un vote des Communes sur la question. Fred Peart ne nomme pas de remplaçant et Morris continue à travailler pour lui, quoique officieusement. En 1968, Peart est chef des Communes et reconduit Morris en tant que secrétaire privé du Parlement.
En 1970, Morris introduit avec succès la loi sur les malades chroniques et les personnes handicapées, qui est la première au monde à reconnaître et à accorder des droits aux personnes handicapées,. En 1974, il est le premier ministre des personnes handicapées au monde,. En 1991, il présente un projet de loi sur les droits civils des personnes handicapées et il mène des campagnes sur le syndrome de la guerre du Golfe.
Il est créé pair de vie comme baron Morris de Manchester, de Manchester dans le comté du Grand Manchester, en 1997. Il est membre à vie du syndicat GMB, le syndicat général du Royaume-Uni. Il est président du Congrès des coopératives de 1995.

## Famille
Il épouse Irene Jones en 1950 . Ils ont deux fils et deux filles.
Son frère Charles Morris et sa nièce Estelle Morris sont également députés travaillistes.
Lord Morris est décédé à l'hôpital le dimanche 12 août 2012 après une courte maladie, à 84 ans.

## Publications
- La croissance du contrôle parlementaire par comité (Oxford, Pergamon P., 1970)[11].
- Les besoins avant les moyens: une exposition des objectifs sous-jacents de la loi de 1970 sur les malades chroniques et les personnes handicapées (Manchester, Co-operative Union, 1971).
- No Feet to Drag: rapport sur les handicapés (Londres, Sidgwick et Jackson, 1972).
- Alf Morris: Parlementaire du peuple - Scènes de la vie de Lord Morris de Manchester (Londres, National Information Forum, 2007)[12].